# Cementerio Pal Pito 4
Cementerio Pal Pito 4, también estilizada como Cementerio Pal' Pito IV y Cementerio Pa'l Pito 4, es una película chilena protagonizada por los comediantes Paul Vásquez y Mauricio Medina, integrantes de la dupla humorística Dinamita Show. Fue producida por A.G. Producciones y lanzada en formato VHS en 1995.
Tal como en las anteriores películas de la dupla, su título es esta vez una parodia a la teleserie chilena El amor está de moda, aunque su guion no tenga relación alguna.

## Argumento
La película comienza con tomas aéreas de Viña del Mar y la característica canción de presentación de las películas anteriores. La introducción es interrumpida por una serie de escenas en que El Indio (Mauricio Medina) arrastra un ataúd que lleva a El Flaco (Paul Vásquez) camino a Rancagua.
Luego se muestra una presentación en vivo en el Espacio Broadway de Rancagua, introducida por el animador Juan Carlos Garrido, e incluye la participación de una actriz argentina transformista no identificada.
La rutina humorística entre El Flaco y El Indio incluye interacciones con el público y es intercalada con gags que sirven como escenas de continuidad, incluyendo una serie de tomas en que El Indio recibe cartas de amenaza y cuyo desenlace, se explica, sucedería en la quinta parte de Cementerio Pal Pito, aunque finalmente no ocurre.
Una versión de la película concluye con un extracto de una rutina grabada en 1996 en el Teatro Monumental de Santiago, actual Teatro Caupolicán.

## Producción
A diferencia de las ediciones anteriores de Cementerio Pal Pito, las cuales fueron grabadas en Viña del Mar, esta cuarta entrega está grabada en el desaparecido Espacio Broadway. Los gags de continuidad están grabados en exteriores.

## Reparto
- Paul Vásquez como El Flaco
- Mauricio Medina como El Indio